# Claudia Zaslavsky
Claudia Zaslavsky (Nova Iorque, 12 de janeiro de 1917 – 13 de janeiro de 2006) foi uma educadora matemática e etnomatemática estadunidense.

## Vida
Zaslavsky nasceu em 12 de janeiro de 1917 em Nova Iorque e cresceu em Allentown (Pensilvânia). Estudou matemática no Hunter College e estatística na Universidade de Michigan, mas foi forçada a deixar o trabalho em tempo integral e cuidar de sua família durante a Segunda Guerra Mundial, enquanto seu marido estava no Exército dos Estados Unidos.
Após a guerra e depois que seus filhos cresceram, foi professora ginasial particular de matemática em Hartsdale, Condado de Westchester. Depois de se mudar para uma escola pública racialmente integrada, começou a aprender sobre a história da matemática na África, após o que escreveu o livro Africa Counts sobre matemática na cultura africana. Incorporou a matemática cultural africana em seu material de sala de aula para capturar o interesse dos alunos afro-estadunidenses em suas aulas.
Um de seus filhos, Alan Zaslavsky, tornou-se estatístico e o outro, Thomas Zaslavsky, tornou-se matemático.
Morreu vitimada por câncer pancreático em 13 de janeiro de 2006.

## Livros
Os livros de Zaslavsky incluem:
- Africa Counts: Number and Pattern in African Cultures (Prindle, Weber, and Schmidt, 1973; 3rd ed., Chicago Review Press, 1999)[2]
- Preparing Young Children for Math: A Book of Games (Schocken, 1979)[3]
- Count On Your Fingers African Style (Thomas Y. Crowell, 1980)[4]
- Math Comes Alive: Activities from Many Cultures (J. Weston Walch, 1987)[5]
- Tic-Tac-Toe (Thomas Y. Crowell, 1982}[6]
- Zero: Is it Something? is it Nothing? (Watts, 1989)[7]
- Multicultural Mathematics: Interdisciplinary Cooperative-learning Activities, Gr. 6-9 (1993)[8]
- Multicultural Math: Hands-On Math Activities from Around the World (Scholastic, 1994)[9]
- Fear of Math: How to Get Over It and Get On With Your Life (Rutgers University Press, 1994)[10]
- The Multicultural Math Classroom: Bringing in the World (Heinemann, 1996)[11]
- Math Games and Activities from Around the World (Chicago Review Press, 1998)[12]
- Number Sense and Nonsense: Building Math Creativity and Confidence Through Number Play (Chicago Review Press, 2001)[13]
- More Math Games and Activities from Around the World (Chicago Review Press, 2003)[14]

## Refeências
1. 1 2 3  d'Ambrosio, Ubiratan (Julho 2006), «Claudia Zaslavsky: In Memoriam», For the Learning of Mathematics, 26 (2): 25–27, JSTOR 40248530
2. 1 2  Reviews of Africa Counts: Number and Pattern in African Cultures:
  - Corrigan, Edward (Outono 1973), «none», Africa Today, 20 (4): 87–88, JSTOR 4185356
  - Peak, Philip (Dezembro 1973), «none», The Mathematics Teacher, 66 (8): 732, JSTOR 27959488
  - Cole, Michael (Fevereiro 1974), «Sub-Saharan mathematics», Science, New Series, 183 (4126): 741, JSTOR 1737664
  - Rising, Gerald R. (Fevereiro 1974), «none», The Arithmetic Teacher, 21 (2): 142–143, JSTOR 41191104
  - Morrison, Philip (Março 1974), «none», Scientific American, 230 (3): 120–122, JSTOR 24950038
  - Beidelman, T. O. (Abril 1974), «none», Africa: Journal of the International African Institute, 44 (2): 217–218, JSTOR 3698042, doi:10.2307/3698042
  - Jones, G. I. (Junho 1974), «none», Man, New Series, 9 (2): 333, JSTOR 2800107, doi:10.2307/2800107
  - Ekpo, Smart A. (Junho 1974), «none», The Journal of Modern African Studies, 12 (2): 347–349, JSTOR 159736, doi:10.1017/S0022278X0000937X
  - Adler, Irving (Verão 1974), «none», Science & Society, 38 (2): 241–244, JSTOR 40401789
  - Gay, John (Outono 1974), «none», Research in African Literatures, 5 (2): 315–316, JSTOR 3818706
  - McCall, Daniel F. (1975), «none», The International Journal of African Historical Studies, 8: 49–52, JSTOR 217619, doi:10.2307/217619
  - Green, Bertrand W. (1975), «none», ASA Review of Books, 1: 1–3, JSTOR 532492, doi:10.2307/532492
  - Aull, Charlotte H. (Março 1975), «none», Isis, 66 (1): 114–115, JSTOR 229541, doi:10.1086/351391
  - Holmes, J. (Junho 1975), «none», The Mathematical Gazette, 59 (408): 117, JSTOR 3616654, doi:10.2307/3616654
  - Feldman, Leonard (Setembro 1975), «none», Mathematics Magazine, 48 (4): 236–237, JSTOR 2690359, doi:10.2307/2690359
  - Grabiner, Judith V. (Novembro 1979), «none», African Arts, 13 (1): 94–95, JSTOR 3335625, doi:10.2307/3335625
  - Mather, Jeanne Ramirez Corpus (Abril 2000), «none», The Mathematics Teacher, 93 (4): 352, JSTOR 27971398
  - Dewar, Jacqueline M. (Maio 2000), «none», Teaching Children Mathematics, 6 (9): 600, JSTOR 41197500
  - Austin, Suzanne S. (Setembro 2000), «none», Mathematics Teaching in the Middle School, 6 (1): 72, JSTOR 41182272
3. ↑  Review of Preparing Young Children for Math: A Book of Games:
  - West, Tommie A. (Setembro 1980), «none», The Arithmetic Teacher, 28 (1): 57, JSTOR 41189363, doi:10.5951/AT.28.7.0057
4. ↑  Reviews of Count On Your Fingers African Style:
  - West, Tommie A. (Abril 1981), «none», The Arithmetic Teacher, 28 (8): 44, JSTOR 41191877, doi:10.5951/AT.28.8.0044
  - Whitin, David J. (Maio 2001), «none», Teaching Children Mathematics, 7 (9): 548, JSTOR 41197684
5. ↑  Review of Math Comes Alive: Activities from Many Cultures:
  - Hill, Helen (Janeiro 1989), «none», The Arithmetic Teacher, 36 (5): 44, 27, JSTOR 41194446
6. ↑  Review of Tic-Tac-Toe:
  - Wheeler, Margariete Montague (Dezembro 1983), «none», The Arithmetic Teacher, 31 (4): 42–43, JSTOR 41192311
7. ↑  Review of Zero: Is it Something? is it Nothing?:
  - Adams, Dana S. (Abril 1990), «none», The Arithmetic Teacher, 37 (8): 57, JSTOR 41194634
8. ↑  Review of Multicultural Mathematics: Interdisciplinary Cooperative-learning Activities:
  - Hellman, Deborah (Dezembro 1993), «none», The Arithmetic Teacher, 41 (4): 234, JSTOR 41195998
9. ↑  Review of Multicultural Math: Hands-On Math Activities from Around the World:
  - Risser, Michael P. (Setembro 1995), «none», Teaching Children Mathematics, 2 (1): 56, JSTOR 41196411
10. ↑  Reviews of Fear of Math: How to Get Over It and Get On With Your Life:
  - Demchik, Virginia C. (Outubro 1994), «none», The Science Teacher, 61 (7): 85, 87, JSTOR 24149143
  - Senger, Elizabeth (Fevereiro 1995), «none», The Mathematics Teacher, 88 (2): 150–151, JSTOR 27969242
11. ↑  Reviews of The Multicultural Math Classroom: Bringing in the World:
  - Johnson, Howard C. (Março–Abril 1997), «none», Mathematics Teaching in the Middle School, 2 (5): 365–366, JSTOR 41181603
  - Barta, Jim (Outubro 1997), «none», Teaching Children Mathematics, 4 (2): 123–124, JSTOR 41196886
12. ↑  Reviews of Math Games and Activities from Around the World:
  - Short, Martha (Fevereiro 1999), «none», Mathematics Teaching in the Middle School, 4 (5): 340, 342, JSTOR 41180640
  - Risser, Michael P. (Maio 1999), «none», Teaching Children Mathematics, 5 (9): 552, JSTOR 41197308
13. ↑  Review of Number Sense and Nonsense: Building Math Creativity and Confidence Through Number Play:
  - Yantsios, Jr., John N. (Outubro 2002), «none», Mathematics Teaching in the Middle School, 8 (2): 126, JSTOR 41181253
14. ↑  Review of More Math Games and Activities from Around the World:
  - Levy, Mark (Abril 2004), «none», Teaching Children Mathematics, 10 (8): 431–432, JSTOR 41198361